# Silvernäbbar
Silvernäbbar (Euodice) är ett litet släkte med fåglar i familjen astrilder inom ordningen tättingar som återfinns i Afrika söder om Sahara, på Arabiska halvön och i södra Asien.
Släktet silvernäbbar omfattar endast två arter:
- Indisk silvernäbb (E. malabarica)
- Afrikansk silvernäbb (E. cantans)